# Philactinoposthia diploposthia
Philactinoposthia diploposthia är en plattmaskart som beskrevs av Jürgen Dörjes 1968. Philactinoposthia diploposthia ingår i släktet Philactinoposthia och familjen Actinoposthiidae. Inga underarter finns listade i Catalogue of Life.